# 단양 이씨
단양 이씨(丹陽李氏)는 충청북도 단양군을 본관으로 하는 한국의 성씨이다.

## 역사
단양 이씨(丹陽 李氏) 시조 이배환(李盃煥)은 단양(丹陽)에서 태어나 고려 태조를 도와 삼한(三韓)을 통합하는데 공을 세워 삼한공신(三韓功臣)에 책록되고 벼슬이 문하시중(門下侍中)에 이르렀다고 한다.
그러나 그 후의 세계가 실전되어 고려에서 내시진전직(內侍眞殿直)을 지낸 10세손 이방규(李方揆)를 중시조로 하여 계대(繼代)해 오고 있다.
이배환의 14세손인 판서(判書) 이거경(李居敬)의 아들 이무(李茂)가 고려 공민왕 때 문과에 올라 지밀직사사(知密直司事)를 지내고, 조선 개국 후 1398년(태조 7년) 참찬문하부사(參贊門下府事)로서 왕자의 난 때 이방원(李芳遠)을 도와 정사일등공신(定社一等功臣)에 녹훈되고 의정부 우의정(右議政)과 단산부원군(丹山府院君)에 봉해졌다.

## 본관
단양(丹陽)은 충청북도 단양군의 지명이다. 고구려의 적산현(赤山縣) 혹은 적성현(赤城縣) 일대였다. 단양은 삼국시대에 삼국이 각축을 벌였던 지역으로, 551년(신라 진흥왕 12)에 백제와 신라의 공동작전으로 신라의 영토가 되어 진흥왕이 순시할 때 세운 적성비가 남아 있다. 757년(경덕왕 16)에 내제군(奈提郡)의 영현(領縣)이 되었다. 940년(고려 태조 23)에 단산현(丹山縣)으로 이름을 바꾸고 1018년(현종 9)에 원주(原州)에 속하였다가 뒤에 충주(忠州)의 속현이 되었다.
1291년(충렬왕 17) 감무(監務)를 두면서 독립하였고, 1318년(충숙왕 5)에 단양으로 개칭하여 지군사(知郡事)로 승격하였다. 1413년(태종 13)에 단양군(郡)이 되었다.

## 분파
- 익위공계(翊衛公系)- 이의공파(吏議公派) : 중화(中和)
  - 익위공계(翊衛公系)- 찬성공파(贊成公派) : 전주 · 공주 · 부여
  - 익위공계(翊衛公系)- 호군공파(護軍公派) : 용천(龍川)
  - 익위공계(翊衛公系)- 교위공파(校尉公派) : 용천(龍川)
  - 익위공계(翊衛公系)- 통덕랑공파(通德郞公派) : 용천(龍川)
- 집의공파(執義公派) : 영변(寧邊)
- 정랑공파(正郞公派) : 태천(泰川)
- 호군공파(護軍公派) : 북청(北靑)
- 부사공파(府使公派) : 영동(永同) · 옥천(沃川)
- 참의공파(參議公派) : 고양(高陽) · 김포(金浦)

## 인물
- 이무(李茂, 1355년 ~ 1409년) : 고려 공민왕 때 문과에 급제해 우왕 때 밀직사사가 되었으나, 간관의 탄핵으로 파직되어 이인임(李仁任)의 당으로 몰려 곡주(谷州)로 유배되었다. 조선이 건국되자 다시 등용되어 1393년(태조 2) 개성부윤이 되었으며, 1398년 참찬문하부사·판예조사·의흥삼군부좌군절제사(義興三軍府左軍節制使)가 되었다. 1400년(정종 2) 동북면 도순문찰리사 겸 의흥부윤(東北面都巡問察理使兼義興府尹)이 되었고, 판삼군부사(判三軍府事)가 되어 이방원을 도와 좌명공신(佐命功臣) 1등에 책훈되었다. 1402년(태종 2) 우정승이 되었으며, 단산부원군(丹山府院君)에 봉해지고, 이듬 해 영승추부사(領承樞府事)가 되었다. 1409년 태종의 처남들인 민무구(閔無咎)·민무질(閔無疾)의 옥사에 관련되어 창원으로 유배되었다가 죽산(竹山)에서 사형되었다. 뒤에 신원되었고, 시호는 익평(翼平)이다.
- 이겸(李謙) : 1507년(중종 2)에 증광문과에 병과로 급제, 흥덕현감·장령·사성을 거쳐 중화부사에 이르렀다. 1519년 기묘사화 때 파직되었다. 영조 때 이조참의에 추증되었다.
- 이지시(李之詩, ? ~ 1592년) : 1567년(선조 즉위년) 무과에 장원급제, 훈련원정으로 있다가 주서(注書)에 등용되었고, 이어 승지로 발탁되었다. 1583년(선조 16)에는 이성현감으로 있으면서 북방 오랑캐의 침입을 격퇴하였다. 1592년 임진왜란 때 분전하다가 아우 지례와 더불어 전사하였다. 선무공신(宣武功臣)에 책정되고 병조판서에 추증되었으며, 태인의 모충사(慕忠祠)에 제향되었다.시호는 경의(景毅).
- 이립(李立, ? ~ 1627년) : 정묘호란 때 여진을 맞아 싸우다가 전사한 의병장.
- 이윤영(李允榮, 1890년 ~ 1975년) : 제헌 국회의원
- 이익흥(李益興, 1905년 ~ 1993년) : 제13대 내무부 장관
- 이시윤(李時潤, 1935년 ~ ) : 제11대 감사원장
- 이근진(李根鎭, 1942년 ~ ) : 제16대 국회의원
- 이우근(李宇根, 1948년 ~ ) : 前 서울중앙지방법원장
- 이은영(李銀榮, 1952년 ~ ) : 한국외국어대학교 법학전문대학원 교수
- 이영돈(李永敦, 1956년 ~ ) : 방송 제작자

## 과거 급제자
단양 이씨는 조선시대 문과 급제자 19명을 배출하였다.
고려 문과
이공로(李公老)
문과
이겸(李謙) 이경호(李鏡昈) 이공의(李公義) 이덕수(李德秀) 이동운(李東韻)
이동함(李東) 이맹지(李孟智) 이문우(李文虞) 이상유(李尙柔) 이석영(李錫泳)
이성(李晟) 이승엽(李昇燁) 이식(李湜) 이우중(李寓中) 이이담(李以澹)
이일언(李日彦) 이종렬(李宗烈) 이희당(李禧戇) 이희당(李禧戇)
무과
이몽룡(李夢龍) 이세량(李世亮) 이시량(李時亮) 이시정(李時靖) 이시준(李時竣)
이여팽(李汝彭) 이영정(李榮廷) 이우신(李祐信) 이익경(李益慶) 이인보(李寅輔)
이종강(李宗綱) 이중선(李重善) 이지시(李之詩) 이지형(李枝馨) 이진선(李進先)
이춘영(李春榮) 이하해(李夏海) 이홍규(李弘奎) 이홍기(李弘箕) 이희철(李希哲)
생원시
이겸(李謙) 이규열(李奎烈) 이덕수(李德秀) 이명양(李命陽) 이문우(李文虞)
이석로(李錫老) 이석룡(李錫龍) 이석시(李錫蓍) 이석약(李錫礿) 이성(李晟)
이순용(李舜鏞) 이시태(李時泰) 이영증(李榮曾) 이원수(李轅叟) 이응구(李應龜)
이인해(李寅楷) 이인화(李仁樺) 이재룡(李載龍) 이정수(李鼎守) 이정악(李挺岳)
이지승(李志昇) 이진서(李震瑞) 이환오(李煥五)
진사시
이겸(李謙) 이광탁(李光鐸) 이기오(李起五) 이덕수(李德秀) 이득호(李得壕)
이만추(李萬秋) 이만후(李萬詡) 이봉덕(李鳳德) 이서종(李瑞宗) 이석기(李錫耆)
이성(李晟) 이순학(李舜學) 이우섭(李愚燮) 이원영(李元永) 이유면(李逌冕)
이의상(李義常) 이종악(李宗岳) 이종억(李宗檍) 이중태(李重泰) 이토(李土)
이희선(李禧善)

## 집성촌
- 경기도 고양시
- 충청남도 공주시 우성면 보흥리
- 평안북도 룡천군 내중면
- 평안북도 룡천군 용암포읍 덕봉리
- 평안북도 철산군 백양면 내암리
- 평안남도 중화군 당정면 당촌리

## 인구
- 1985년 3,537가구, 14,343명
- 2000년 5,122가구, 16,213명
- 2015년 19,001명